# Cassano Spinola
Cassano Spinola (piemontesisch Cassan, im lokalen Dialekt Cassau) ist eine Gemeinde in der italienischen Provinz Alessandria (AL), Region Piemont.
Am 1. Januar 2018 wurde die zuvor selbständige Gemeinde Gavazzana eingegliedert.

## Lage und Einwohner
Die Gemeinde Cassano Spinola liegt 30 km südöstlich von der Provinzhauptstadt Alessandria auf einer Höhe von 191 m über dem Meeresspiegel. Das Gemeindegebiet umfasst eine Fläche von 14,97 km² und hat 1793 (Stand 31. Dezember 2023) Einwohner Durch das Gemeindegebiet fließt der Fluss Scrivia.
Die Nachbargemeinden sind Novi Ligure, Pozzolo Formigaro, Sant’Agata Fossili, Sardigliano, Serravalle Scrivia, Stazzano und Villalvernia.

### Verkehrsanbindung
Cassano Spinola hat seit dem 1. Oktober 1916 einen Bahnhof an der Bahnstrecke Tortona-Arquata Scrivia. Zurzeit hält aber kein Zug in Cassano Spinola. Auf der gegenüberliegenden Flussseite verläuft die Autostrada A7.

## Geschichte

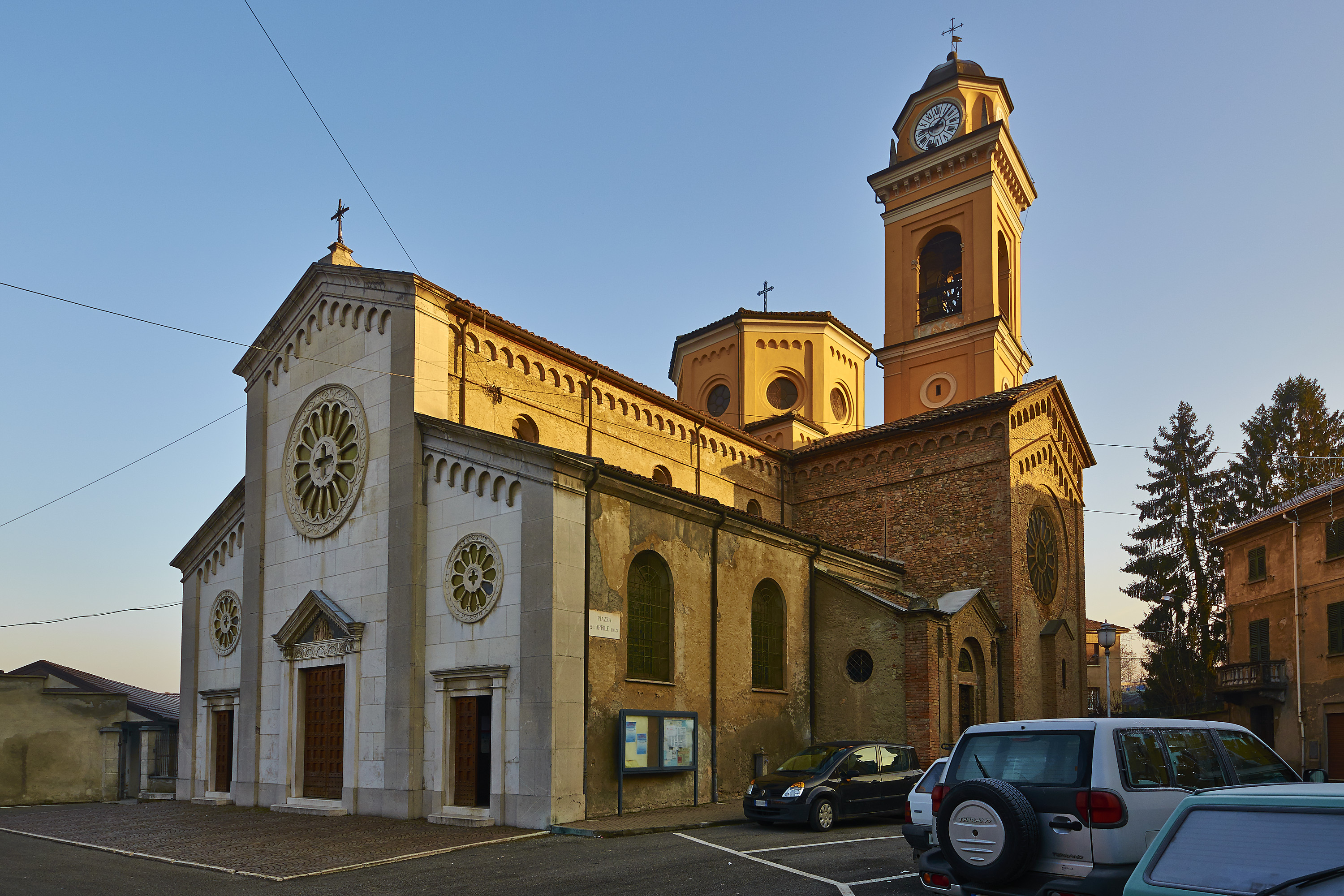
Kirche San Pietro

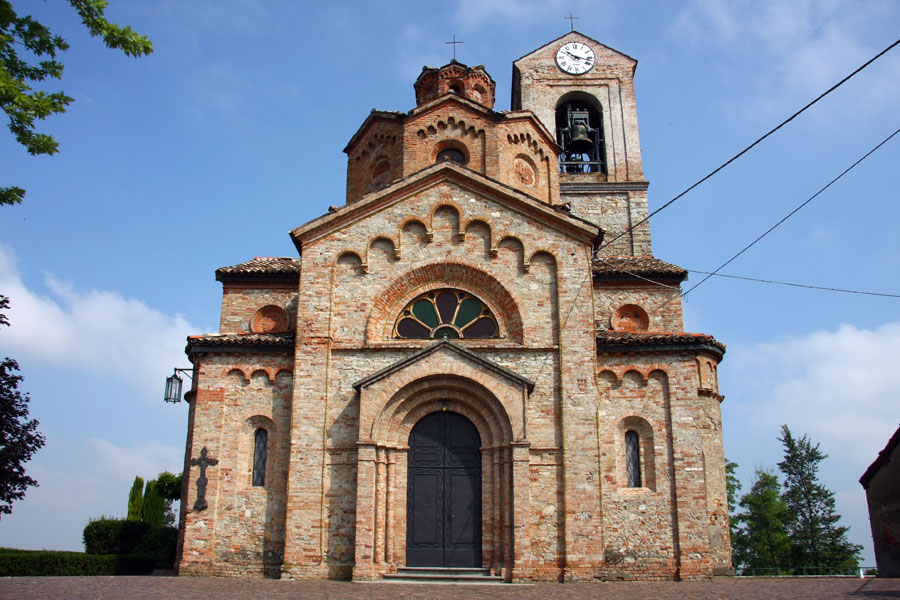
Pfarrkirche San Martino in der Fraktion Gavazzana

Der Name der Ortschaft leitet sich vom Namen einer wichtigen römischen Familie ab. Der Familie Cassia gens. Tatsächlich entstand Cassano entlang der Via Postumia, in dieser fruchtbaren Ebene. Diese Siedlung hat bereits früh Menschen angezogen. Um die Wende des 1. Jahrhunderts v. Chr. und im 1. Jahrhundert n. Chr. durch den Willen eines unbekannten und legendären Mitglieds der Cassia-Gens. Der Nachname Spinola wurde hinzugefügt, da dieser Ort vom Mittelalter bis zum Ende des 18. Jahrhunderts ein Lehen der Familie Spinola war.
In Cassano gab es bereits in der Spätantike eine Pfarrkirche, deren erste urkundliche Erwähnung auf das Jahr 1175 zurückgeht. Diese wurde zunächst dem Kloster San Colombano in Bobbio und dann dem Kloster San Giovanni Domnarum in Pavia unterworfen, um schließlich in den Besitz des Klosters zu gelangen die Diözese Tortona. Das Lehen selbst ist Eigentum der Novara-Grafen De Caltignaga, deren lokale Nachkommen sich im 12. Jahrhundert der Gemeinde Tortona unterwarfen. Im Jahr 1218 schlossen Genua und Tortona schließlich einen Friedensvertrag, durch den festgelegt wurde, dass Cassano im Besitz von Tortona war. Dies hinderte die Spinolas jedoch nicht daran, sich im Lehen niederzulassen und auch die Staatsbürgerschaft von Tortona zu erhalten.
Dank ihrer Nähe zu Kaiser Heinrich VII. erlangte die Familie Spinola ab 1313 zahlreiche Lehen, darunter auch Cassano. Die Spinolas hatten keinen einfachen Charakter, im Laufe der Jahrhunderte richteten sie innerhalb und außerhalb der Republik Genua Chaos an, mit Bündniswechseln, Aufständen usw. Eine Episode aus dem Ende des 17. Jahrhunderts macht uns verständlich, dass sie zumindest zu dieser Zeit nicht einmal bei den Einwohnern von Cassano besonders beliebt waren, oder zumindest war dies bei dem Marquis Biagio der Fall, der mit einem Gewehrschuss am 29. November 1687 getötet wurde, durch einen Mann aus einfachen Verhältnissen. Ein Jahrhundert später führte das Fehlen direkter Erben der Spinola di Cassano dazu, dass das piemontesische Königliche Finanzamt das Lehen auflöste und es Teil des Königreichs Savoyen machte.
Am 1. Januar 2018 wurde die ehemalige autonome Gemeinde Gavazzana in die Gemeinde Cassano Spinola eingegliedert. Schon von 1929 bis 1948 war Gavazzana eine Fraktion von Cassano.

## Sehenswürdigkeiten
Die Kirche San Pietro, mittelalterlichen Ursprungs, erfuhr im Laufe der Zeit zahlreiche und tiefgreifende Veränderungen, insbesondere zwischen dem 18. und 20. Jahrhundert.

## Persönlichkeiten
- Costante Girardengo (* 18. März 1893 in Novi Ligure; † 9. Februar 1978 in Cassano Spinola) war ein italienischer Radrennfahrer.
- Andrea Carrea (* 14. August 1924 in Gavi; † 13. Januar 2013 in Cassano Spinola) war ein italienischer Radrennfahrer.